# 格蘭特鎮區 (堪薩斯州考利縣)
格蘭特鎮區（英語：Grant Township）為美國堪薩斯州考利縣轄下的鎮區。2010年美国人口普查中該鎮區人口有67人。

## 地理
格蘭特鎮區涵蓋面積116.22平方（44.87平方英里），境內無城市。

### 墓園
根據美國地質調查局的資料，此鎮區擁有1座墓園：
- 帕頓墓園（Patton Cemetery）

## 人口統計
根據2010年美國人口普查，格蘭特鎮區人口有67人，住房32戶，人口密度為0.58人/每平方公里。此鎮區居民之種族中，白人佔98.51%，非裔美國人佔1.49%，美洲原住民佔0%，亞裔美國人佔0%，太平洋島裔美國人佔0%，其他種族佔0%，混血種族則佔0%。而西班牙裔或拉丁裔美國人佔此鎮區人口的0%。

## 外部連結
- City-Data.com （页面存档备份，存于）